# معالجة بالغلوبيولين المناعي
المعالجة بالغلوبولين المناعي، ويُسمى أيضًا الغلوبولين المناعي البشري العادي (NHIG)، هي استخدام مزيج من الأجسام المضادة (الغلوبولينات المناعية) لعلاج عدد من الحالات الصحية.  من هذه الحالات نقص المناعة الأولي وفرفرية نقص الصفيحات المناعي والتهاب الأعصاب المتعدد الالتهابي المزمن المزيل للمَيالين وداء كاواساكي وحالات معينة من الإصابة بفيروس نقص المناعة البشرية/الإيدز والحصبة ومتلازمة غيلان باريه وبعض الأمراض المُعدية الأخرى حين لا يتوفر الغلوبولين المناعي النوعي. ووفقًا لتركيبته، يمكن إعطاؤه بالحقن العضلي أو الوريدي أو تحت الجلد. تدوم التأثيرات بضعة أسابيع.
من الآثار الجانبية الشائعة الألم في موقع الحقن والألم العضلي والتفاعلات التحسسية. وتشمل الآثار الجانبية الأكثر خطورة مشاكل في الكلى والتأق (صدمة الحساسية) وتكوّن الخثرات الدموية وانحلال الدم. لا ينصح باستخدام هذه المعالجة عند الذين يعانون من بعض أنواع عوز IgA . يبدو أن هذه المعالجة آمنة نسبيًا خلال الحمل. تُستخلص الغلوبولينات المناعية البشرية من بلازما الدم البشري، وتكون مفيدة ضد الكثير من الفيروسات.
جرى العلاج بالغلوبولين المناعي البشري للمرة الأولى في ثلاثينيات القرن العشرين وسُمح باستخدام تركيبة مُعدّة للحقن الوريدي لمعالجة بعض الحالات الطبية في الولايات المتحدة في عام 1981. الغلوبولين المناعي مدرج في قائمة الأدوية الأساسية لمنظمة الصحة العالمية، وهي الأدوية الأكثر أمانًا وفعالية اللازمة في النظام الصحي. تختلف التركيبة بين منتج وآخر إلى حد ما. في المملكة المتحدة، تكلف الجرعة هيئة الخدمات الصحية الوطنية بين 112 و1200جنيهًا تبعًا للنوع والكمية.  يتوفر أيضًا عدد من تركيبات الغلوبولين المناعي النوعية بما فيها تلك الموجهة ضد التهاب الكبد بي وداء الكلب والكزاز وعدوى الحماق والتعرض للدم إيجابي الريزوس.

## الاستخدام الطبي
يُستخدم العلاج بالغلوبولين المناعي في مجموعة متنوعة من الحالات الطبية، ينطوي الكثير منها على ضعف أو توقف قدرة الجهاز المناعي على إنتاج الأجسام المضادة، يتراوح ذلك بين الغياب التام لأنواع متعددة من الأجسام المضادة، إلى القصور في الأنواع الفرعية للأضداد من نوع IgG (عادة IgG2 أو IgG3)، إلى اضطرابات أخرى تكون فيها كمية الأجسام المضادة ضمن النطاق الطبيعي، لكنها تفتقر إلى الجودة -غير قادرة على تحقيق الاستجابة المطلوبة- ما يؤدي إلى زيادة معدل الإصابة بالعدوى أو زيادة شدتها. في هذه الحالات، تزود حقن الغلوبولين المناعي المتلقي بالمقاومة السلبية (المنفعلة) ضد العدوى عن طريق تحسين كمية/نوعية IgG. يستخدم العلاج بالغلوبولين المناعي أيضًا لحالات أخرى، منها اضطرابات المناعة الذاتية مثل التهاب الجلد والعضلات في محاولة لتقليل شدة الأعراض. يستخدم العلاج المناعي أيضًا في بعض بروتوكولات علاج نقص المناعة الثانوي كالإصابة بفيروس نقص المناعة البشرية (HIV)، وبعض اضطرابات المناعة الذاتية (مثل نقص الصفيحات المناعي وداء كاواساكي)، وبعض الأمراض العصبية (الاعتلال العصبي الحركي متعدد البؤر، متلازمة الشخص المتيبس، التصلب المتعدد، الوهن العضلي الوخيم)، وبعض الالتهابات الحادة وبعض مضاعفات زرع الأعضاء.
يعتبر العلاج بالغلوبولين المناعي مفيدًا بشكل خاص في بعض حالات العدوى الحادة مثل عدوى فيروس نقص المناعة البشرية عند الأطفال وهو العلاج المعياري لبعض اضطرابات المناعة الذاتية مثل متلازمة غيلان باريه. أدى الطلب المرتفع إلى جانب صعوبة إنتاج الغلوبولين المناعي بكميات كبيرة إلى تفاقم النقص العالمي وفرض القيود والتقنين في استخدامه. وضعت الهيئات الوطنية والجمعيات الطبية المختلفة معايير متنوعة لاستخدام العلاج بالغلوبولين المناعي.